# Brian Wilson (baseball)
Pour les articles homonymes, voir Brian Wilson (homonymie) et Wilson.
Brian Patrick Wilson (né le 16 mars 1982 à Winchester, Massachusetts, États-Unis) est un lanceur de relève droitier des Ligues majeures depuis 2006. Il est présentement agent libre.
Gagnant de la Série mondiale 2010 et de la Série mondiale 2012 avec les Giants de San Francisco et invité trois fois au match des étoiles, Brian Wilson a dominé le baseball majeur avec 48 sauvetages durant la saison 2010.

## Biographie

### Giants de San Francisco
Brian Wilson est drafté par les Giants de San Francisco au 24e tour de sélection en juin 2003 alors qu'il évolue pour les LSU Tigers de l'Université d'État de Louisiane à Bâton-Rouge. Durant l'année 2003, il subit une opération de type Tommy John pour remplacer des ligaments au coude droit.
Il fait ses débuts dans les majeures le 23 avril 2006 avec San Francisco.

#### Saison 2008
En 2008, il est sélectionné pour la première fois pour le match des étoiles dans l'équipe de la Ligue nationale, grâce notamment à 24 sauvetages enregistrés en 26 opportunités avant la pause de mi-saison. Il complète l'année avec 41 sauvetages, le deuxième plus haut total de la ligue après Jose Valverde des Astros de Houston.

#### Saison 2009
En 2009, Wilson réussit 38 sauvetages pour les Giants, ce qui le place au troisième rang dans la ligue. De plus, il abaisse sa moyenne de points mérités de 4,62 la saison précédente à seulement 2,74. En janvier 2010, il accepte une offre de 4 437 500 dollars pour la saison qui vient avec San Francisco.
Le 28 mars 2010, les Giants récompensent Wilson avec une prolongation de contrat de deux années pour 15 millions de dollars qui le lie à l'équipe jusqu'à la fin de la saison 2012.

#### Saison 2010
Wilson mène le baseball majeur pour les sauvetages avec 48 durant la saison 2010. Il s'agit de la première fois qu'un lanceur des Giants de San Francisco mène la ligue pour les sauvetages depuis que la statistique est compilée. Le stoppeur affiche une moyenne de points mérités de seulement 1,81 en 70 sorties et 74 manches et deux tiers lancées. Il est crédité de trois victoires contre trois défaites. Il est invité au match des étoiles à la mi-saison, honneur reçu pour la seconde fois de sa carrière. Il enregistre son 48e sauvetage au dernier jour de la saison régulière, le 3 octobre au AT&T Park de San Francisco, alors qu'il retire Will Venable sur des prises pour mettre fin à la rencontre et officialiser non seulement la victoire de 3-0 des Giants sur les Padres de San Diego, mais aussi leur premier championnat de division depuis 2003.
En séries éliminatoires, il protège deux des victoires des Giants en Série de division face aux Braves d'Atlanta, puis trois autres victoires en Série de championnat de la Ligue nationale, alors que les Giants détrônent les Phillies de Philadelphie.
Il n'obtient une chance de lancer en Série mondiale que lors du cinquième et dernier affrontement entre San Francisco et les Rangers du Texas, et enregistre le sauvetage dans le gain de 3-1 de son équipe. Amené en neuvième manche en relève à Tim Lincecum, il retire d'abord le dangereux Josh Hamilton sur des prises, avant de forcer Vladimir Guerrero à se commettre dans un faible roulant à l'arrêt-court. Puis il retire Nelson Cruz sur trois prises, permettant aux Giants de savourer leur premier titre mondial depuis 1954.
Wilson obtient quelques votes au scrutin du trophée Cy Young du meilleur lanceur de la Ligue nationale en saison régulière, terminant 7e, et récolte même quelques appuis au titre de joueur par excellence, terminant 13e au scrutin.

#### Saison 2011
Il reçoit en juillet sa troisième invitation au match des étoiles. Il protège la victoire de l'équipe de la Ligue nationale à la partie d'étoiles du 12 juillet au Chase Field de Phoenix. Une blessure au coude le tient à l'écart du jeu un certain temps en deuxième moitié de saison. Il termine néanmoins parmi les meneurs pour les sauvetages avec 36. Il réussit 54 retraits sur des prises en 55 manches lancées en 2011. Utilisé dans 57 parties des Giants, il est crédité de six victoires en dix décisions.

#### Saison 2012
Wilson ne lance que deux manches pour les Giants en 2012. Blessé au ligament collatéral ulnaire, il subit sa deuxième opération Tommy John, et ne joue pas après avoir enregistré un sauvetage contre Colorado le 12 avril.
Les Giants ne s'entendent pas avec Wilson sur un nouveau contrat et le lanceur devient joueur autonome le 30 novembre 2012. Avec 171 sauvetages pour San Francisco, Wilson est troisième dans l'histoire de la franchise après Robb Nen (206) et Rod Beck (199). Aucun stoppeur du baseball majeur ne compte plus de sauvetages que lui (163) entre les saisons 2008 et 2011.

### Dodgers de Los Angeles

#### Saison 2013
Le 30 juillet 2013, Wilson signe un contrat des ligues mineures avec les Dodgers de Los Angeles. Il joue son premier match pour les Dodgers le 22 août. En 18 sorties en relève, Wilson, qui n'est pas employé comme stoppeur, n'accorde qu'un point mérité en 13 manches et deux tiers pour une moyenne de 0,66 avec deux victoires et une défaite. Il n'accorde aucun point dans les séries éliminatoires qui suivent, blanchissant Atlanta et Saint-Louis en 6 manches lancées. Il retire 8 frappeurs sur des prises lors de ces éliminatoires et décroche une victoire dans le 4e match de la Série de division de la Ligue nationale où les Dodgers éliminent les Braves. Devenu agent libre à nouveau après la saison, il obtient un contrat de 10 millions de dollars pour passer l'année 2014 avec Los Angeles.

#### Saison 2014
Sa moyenne de points mérités de 4,66 en 2014 est sa plus élevée en carrière depuis sa campagne initiale avec les Giants en 2006. En 48 manches et un tiers, il réussit 54 retraits sur des prises mais accorde 29 buts-sur-balles, remporte deux victoires contre 4 défaites et réalise un sauvetage. Après avoir bonifié leur enclos de relève, les Dodgers libèrent Wilson le 19 décembre 2014 mais doivent payer son salaire de 10 millions de dollars pour 2015.

## Personnalité

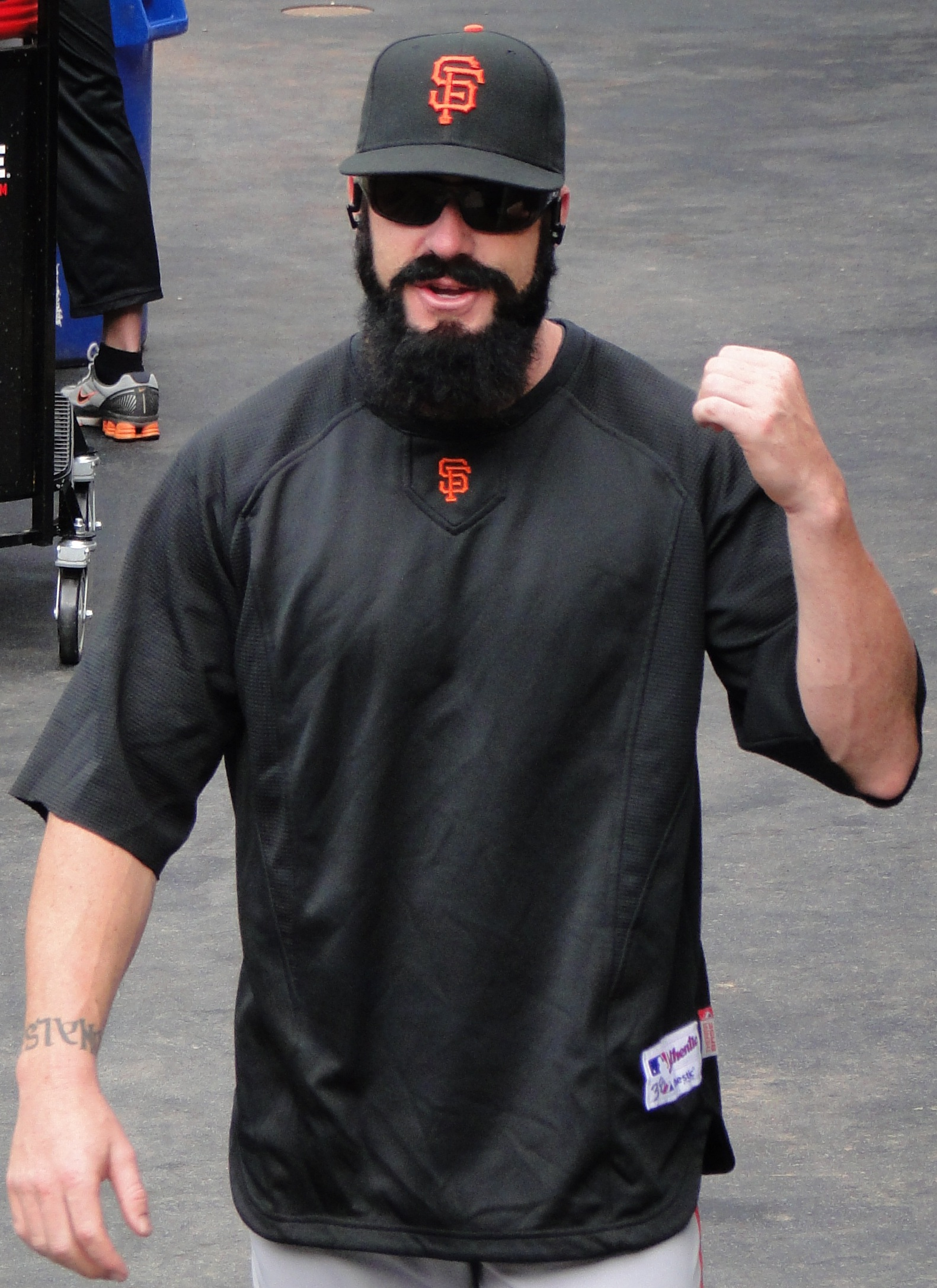
Brian Wilson et sa barbe caractéristique.

Doté d'une personnalité jugée excentrique et même comparé à Bill « Spaceman » Lee, Wilson arborait durant la saison 2010 une coiffure mohawk et une épaisse barbe teinte en noir. Ce look a incité ses compagnons de l'enclos de relève des Giants, Sergio Romo et Jeremy Affeldt, à eux aussi faire pousser leur barbe. Durant la saison et les séries éliminatoires qui ont vu les Giants remporter la Série mondiale, il n'était pas rare de voir des spectateurs à San Francisco arborer des fausses barbes et brandir le slogan « Fear The Beard » (« Craignez la barbe »). La barbe de Brian Wilson est au centre de deux publicités dans lesquelles le lanceur apparaît en 2011, l'une pour le réseau de télévision ESPN et l'autre pour le jeu vidéo de baseball MLB 2K11 de 2K Sports.
En juillet 2010, Wilson doit payer une amende de 1 000 dollars imposée par la ligue après avoir porté des chaussures à crampons orange dans un match contre les Marlins de la Floride. La MLB indique à Wilson que les chaussures doivent être au moins noires à 50 %. Il est sanctionné après que le manager des Marlins, Edwin Rodriguez, s'est plaint que les souliers du releveur des Giants étaient « trop tape-à-l'œil ».
À l'automne 2010, des partisans des Giants ont lancé un mouvement pour que Brian Wilson soit l'animateur invité de l'émission Saturday Night Live.
Durant les interviews avec les médias, Wilson fait fréquemment référence à un prétendu ami qu'il surnomme The Machine et dont l'identité demeure mystérieuse.Inspiré du personnage prénommé George dans le film 8 millimètres de Joel Schumacher, The Machine est décrit par Wilson comme « un voisin qui vient parfois emprunter du sucre ». The Machine apparaît dans l'émission du 31 août 2010 du talk-show The Cheap Seats sur Fox Sports, sous la forme d'un homme à demi-nu vêtu d'une cagoule en cuir et d'une courte tenue BDSM, que l'on voit en arrière-plan de Wilson. Ce dernier accorde une interview de son domicile via Skype et semble avoir organisé ce canular pour surprendre l'animateur de l'émission, Jim Rome, qui dans une édition précédente de The Cheap Seats avait fait diffuser des images de jeunes femmes en lingerie sur un téléviseur derrière lui pour déconcentrer Wilson en direct. The Machine apparaît plus tard au Tonight Show de Jay Leno lors du passage de Wilson en novembre 2010. Arnold Schwarzenegger, alors gouverneur de Californie, fait publiquement référence à The Machine lors d'une réception donnée à l'hôtel de ville de San Francisco en l'honneur de l'équipe des Giants.
Brian Wilson effectue un rituel d'après-match immédiatement après avoir retiré le dernier frappeur d'une partie : il fait face au champ extérieur, croise les avant-bras et lève l'index vers le ciel. Il décrit ce geste comme un symbole d'arts martiaux mixtes destiné entre autres à rendre hommage à son père, décédé lorsque lui-même n'avait que 17 ans.

## Statistiques
| Saison | Équipe        | G   | GS | CG | SHO | V  | D  | SV  | IP    | SO  | ERA  |
| ------ | ------------- | --- | -- | -- | --- | -- | -- | --- | ----- | --- | ---- |
| 2006   | San Francisco | 31  | 0  | 0  | 0   | 2  | 3  | 1   | 30.0  | 23  | 5,40 |
| 2007   | San Francisco | 24  | 0  | 0  | 0   | 1  | 2  | 6   | 23.2  | 18  | 2,28 |
| 2008   | San Francisco | 63  | 0  | 0  | 0   | 3  | 2  | 41  | 62.1  | 67  | 4,62 |
| 2009   | San Francisco | 68  | 0  | 0  | 0   | 5  | 6  | 38  | 72.1  | 83  | 2,74 |
| 2010   | San Francisco | 70  | 0  | 0  | 0   | 3  | 3  | 48  | 74.2  | 93  | 1,81 |
| Totaux | Totaux        | 256 | 0  | 0  | 0   | 14 | 16 | 134 | 263.0 | 284 | 3,18 |

| Saison | Équipe        | G  | GS | CG | SHO | V | D | SV | IP   | SO | ERA  |
| ------ | ------------- | -- | -- | -- | --- | - | - | -- | ---- | -- | ---- |
| 2010   | San Francisco | 10 | 0  | 0  | 0   | 1 | 0 | 6  | 11.2 | 16 | 0,00 |
| Totaux | Totaux        | 10 | 0  | 0  | 0   | 1 | 0 | 6  | 11.2 | 16 | 0,00 |

Note : G = Matches joués ; GS = Matches comme lanceur partant ; CG = Matches complets ; SHO = Blanchissages ; 
V = Victoires ; D = Défaites ; SV = Sauvetages ; IP = Manches lancées ; SO = Retraits sur des prises ; ERA = Moyenne de points mérités.